# Мамула (село)
Мамула (груз. მამულა) — село в Грузии, на территории Дманисского муниципалитета края (мхаре) Квемо-Картли.

## География
Село находится в юго-восточной части Грузии, в пределах плато Гомарети, на расстоянии приблизительно 18 километров (по прямой) к северу от города Дманиси, административного центра муниципалитета. Абсолютная высота — 1422 метра над уровнем моря.

## Население
По результатам официальной переписи населения 2014 года в Мамуле проживал 51 человек (24 мужчины и 27 женщин). В национальной структуре населения грузины составляли 100 %.
| Год  | Население, человек |
| ---- | ------------------ |
| 2002 | 80                 |
| 2014 | ↘ 51               |